# Измирли, Исмаил Хаккы
Исмаил Хаккы Измирли (тур. İsmail Hakkı İzmirli; 1869, Измир, Айдын — 31 января 1946, Анкара) — турецкий историк и философ

.

## Биография
Родился в 1869 году в Измире в семье военного Хасана-эфенди и его жены Хафизе-ханум. Вскоре получения начального образования с помощью дяди наизусть выучил Коран. Одновременно учился в медресе, где получал религиозное образование, и руштие, где получал светское образование. В 1891 году был назначен на должность преподавателя начальной школы, также преподавал в двух лицеях. В 1892 году окончил стамбульский педагогический колледж.
Затем учился при мечети Фатих и получил там иджазу от Хафыза Ахмеда Шакира-эфенди, помимо этого, он брал частные уроки у Ахмеда Асыма-эфенди и получил суфийскую иджазу от представителя ордена Шазилия Хусейна аль-Азхари. Среди предметов, преподаваемых Измирли, были история, арабский язык, исламская онтология и фикх.
В 1909 году был назначен преподавателем Дарюльфюнуна, работал до 1935 года. В 1914-18 годах занимал пост инспектора по реформированию медресе. В 1915-23 годах преподавал в различных медресе.
Умер 31 января 1946 года в Анкаре. Похоронен на кладбище Джебеджи.

## Вклад
Написал ряд работ по истории и философии. В своих трудах пытался объединить исламские традиции с секулярной философией. Принимал участие в реформистском движении «Новый калам» (тур. Yeni Kelam). Автор одного из переводов Корана на турецкий язык. Самой известной работой Измирли является труд «Новый калам» (тур. Yeni Ilm-i Kelam).